# كولن بورنس
كولن بورنس (بالإنجليزية: Colin Burns)‏ (30 يونيو 1982 نيوارك الولايات المتحدة - ) هو لاعب كرة قدم أمريكي يلعب كحارس مرمى.